# SEAT 600
El SEAT 600 (también conocido popularmente como Seiscientos, Ombligo, Pelotilla, Seílla o Seíta) es un automóvil de turismo del segmento A producido por el fabricante español SEAT entre los años 1957 y 1973. Se construyó bajo licencia de la Fiat sobre el original Fiat 600, diseñado por el italiano Dante Giacosa. El Fiat 600 original se presentó en el Salón del Automóvil de Ginebra de 1955. Es considerado un ícono del milagro económico español.

## Historia

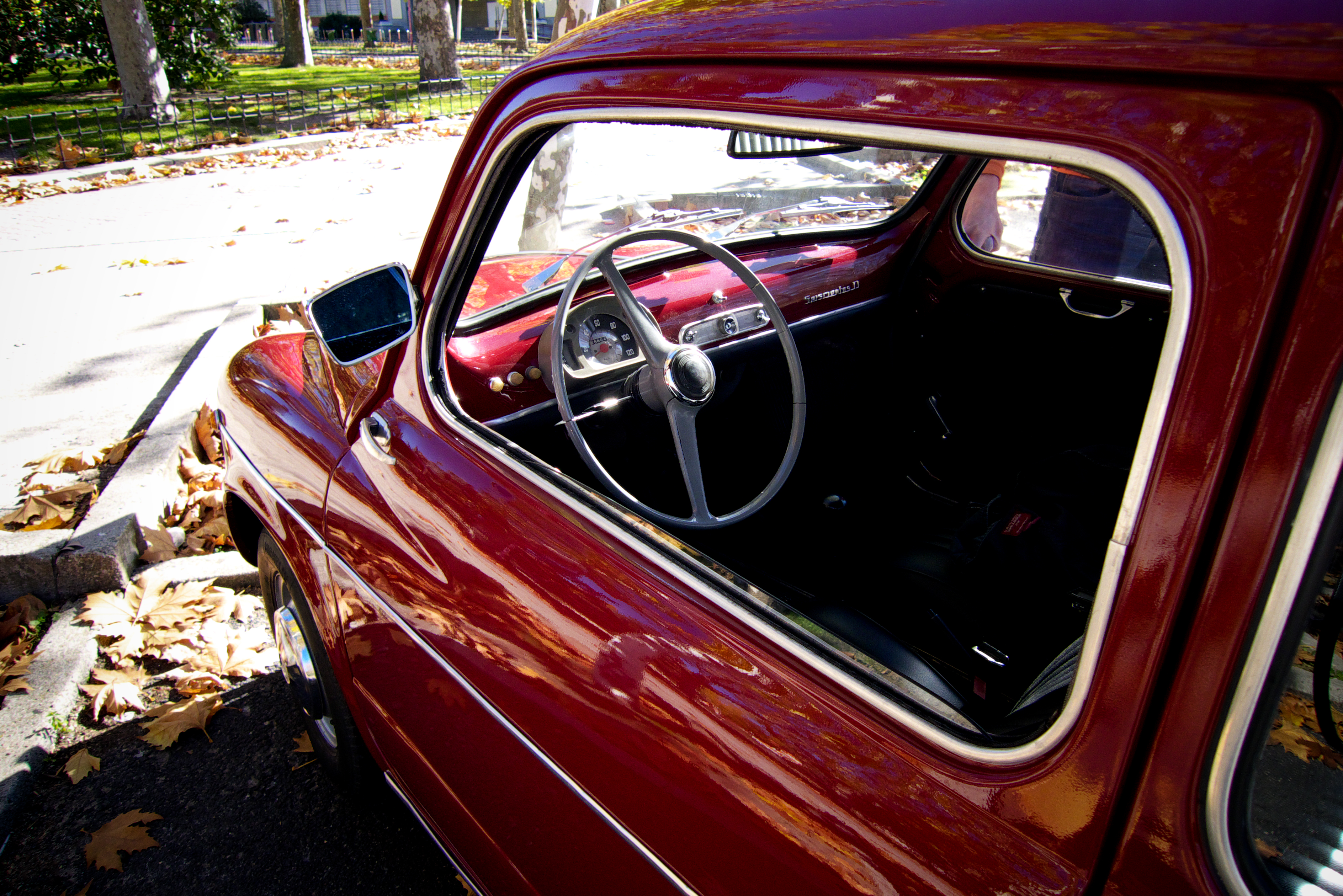
Interior del SEAT 600.

Inicialmente se importaron a España algunas unidades del modelo italiano original, el Fiat 600, pero pronto la fábrica SEAT comenzó la producción propia sobre la base de este modelo, bajo acuerdo con la empresa italiana Fiat.
Este modelo fue comprado principalmente por la clase media española, que no podía acceder a vehículos de mayores prestaciones. En 1957 se puso a la venta en España por el precio de aproximadamente 19000 € del año 2018 (65.000 pesetas de la época).
El primer ejemplar salió de la factoría de la Zona Franca de Barcelona el 27 de junio de 1957, con el número de bastidor 100-106-400.001, que se dio de baja en Valencia en febrero de 1985. Sin embargo, este 600 no se matriculó hasta el 5 de diciembre de 1957, con la matrícula M-184.018. La primera unidad matriculada fue la del bastidor número 100.106-400.071, en la provincia de Barcelona el 8 de junio de 1957 con la matrícula B-141.141.
Del 600 se fabricaron diversas versiones, conocidas como 600, 600 D, 600 E y 600 L Especial sin contar versiones como la comercial, la descapotable, la Formichetta, etc.
El carrocero catalán Costa realizó un diseño con 30 cm más de batalla para dotarlo de cuatro puertas laterales, que se bautizó como SEAT 800. Tuvo relativo éxito y constituyó una aportación española a los diseños originales.

## Producción y decadencia del modelo

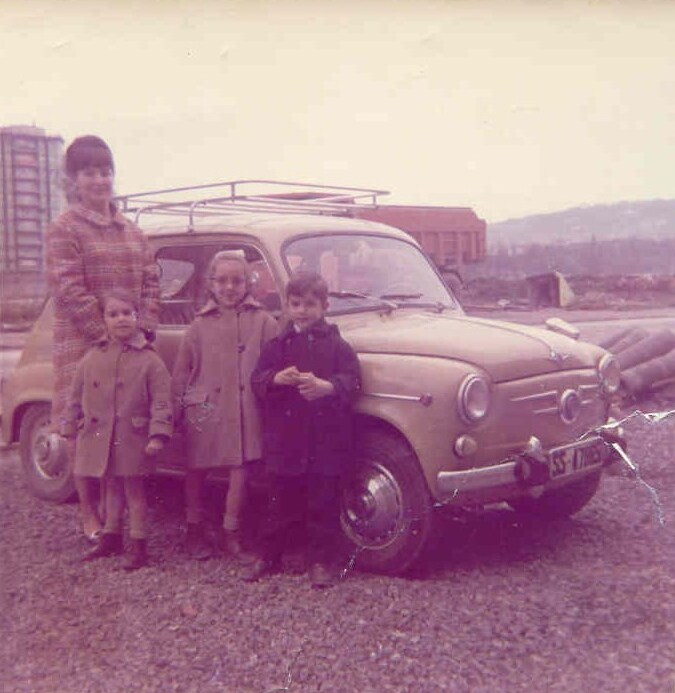
Una madre con sus tres hijos junto a su Seat 600 a mediados de los años 1960. El Seat 600 fue el símbolo del desarrollismo en España en los años 60. El Seat 600 también fue el símbolo de la nueva sociedad de consumo de masas y el llamado Milagro económico español (1959-1973).

La comercialización del SEAT 600 disminuyó paulatinamente, por la creciente competencia de modelos de otras marcas más atractivos al consumidor. Por ejemplo, el Renault 5, que llegó a superar las ventas del 600, con una estética más moderna y mejores sistemas de seguridad, se popularizó rápidamente en el mercado europeo. Sin olvidar la llegada del Seat 127, nuevo y flamante modelo de la marca, más moderno y más seguro, rivaliza directamente con el Renault 5.
Otro motivo para el cese de la producción fue que el pilar B del 600 era débil y estrecho, lo que dificultaba instalar correctamente los cinturones de seguridad, cuando se hicieron obligatorios en España.
A pesar de haber tenido varios rediseños, el 3 de agosto de 1973 finalizó la producción del SEAT 600. Los trabajadores de SEAT despidieron el último 600 con una pancarta que ponía: «Naciste príncipe y mueres rey». Hasta 1973 se fabricaron 799.419 unidades en la factoría de la Zona Franca de Barcelona, de las que en 2007 aún quedaban unas 10 000 en circulación.

## Características
El SEAT 600 (sin ninguna otra sigla) fue la primera versión del 600, popularmente se le conocía como 600 N (Normal), para así diferenciarlo de las versiones que salieron posteriormente. Incorporaba unos pilotos intermitentes superiores sobreelevados al lado del capó; más adelante, en la versión 600 D, se eliminaron, siendo sustituidos por unos pilotos intermitentes frontales. Las puertas delanteras de estas primeras versiones se abrían hacia atrás (puertas suicidas o mirabragas), hasta llegar la versión 600 E.
| Motor                                 | De gasolina NO 86, con cuatro cilindros en línea. |
| Arranque                              | Por medio de una palanca situada en el túnel de la calefacción. |
| Cilindrada                            | 633 centímetros cúbicos. |
| Par motor                             | 4.0 mkg DIN a 2800 rpm. |
| Alimentación                          | Carburador monocuerpo Weber 22 IT invertido. |
| Puertas                               | Apertura tipo suicida o mirabragas. |
| Plazas                                | Cuatro. |
| Suspensión                            | Delantera: Independiente con ballesta transversal de doble punto de apoyo y funciones estabilizadoras, amortiguadores telescópicos. Trasera: Independiente con brazos semitirados de anclaje oblicuo, muelles helicoidales y amortiguadores telescópicos.                                                                   |
| Transmisión                           | A las ruedas traseras, mediante palieres divididos en dos tramos estriados acoplados directamente a la rueda y mediante patines al diferencial, utilizándose como unión oscilante y deslizante entre ambos un manguito-flector. Cambio manual de cuatro velocidades de avance con segunda, tercera, y cuarta sincronizadas. |
| Potencia                              | 21,5 CV a 4.600 rpm. |
| Frenos                                | Frenos de tambor en las cuatro ruedas. |
| Autonomía                             | 400 km. |
| Capacidad del depósito de combustible | 25 litros. |
| Consumo medio                         | 8 L / 100 km. |
| Velocidad máxima                      | 95 km/h hasta 1961, 101 km/h de 1961 a 1963. |

### SEAT 600 D (1963–1970)

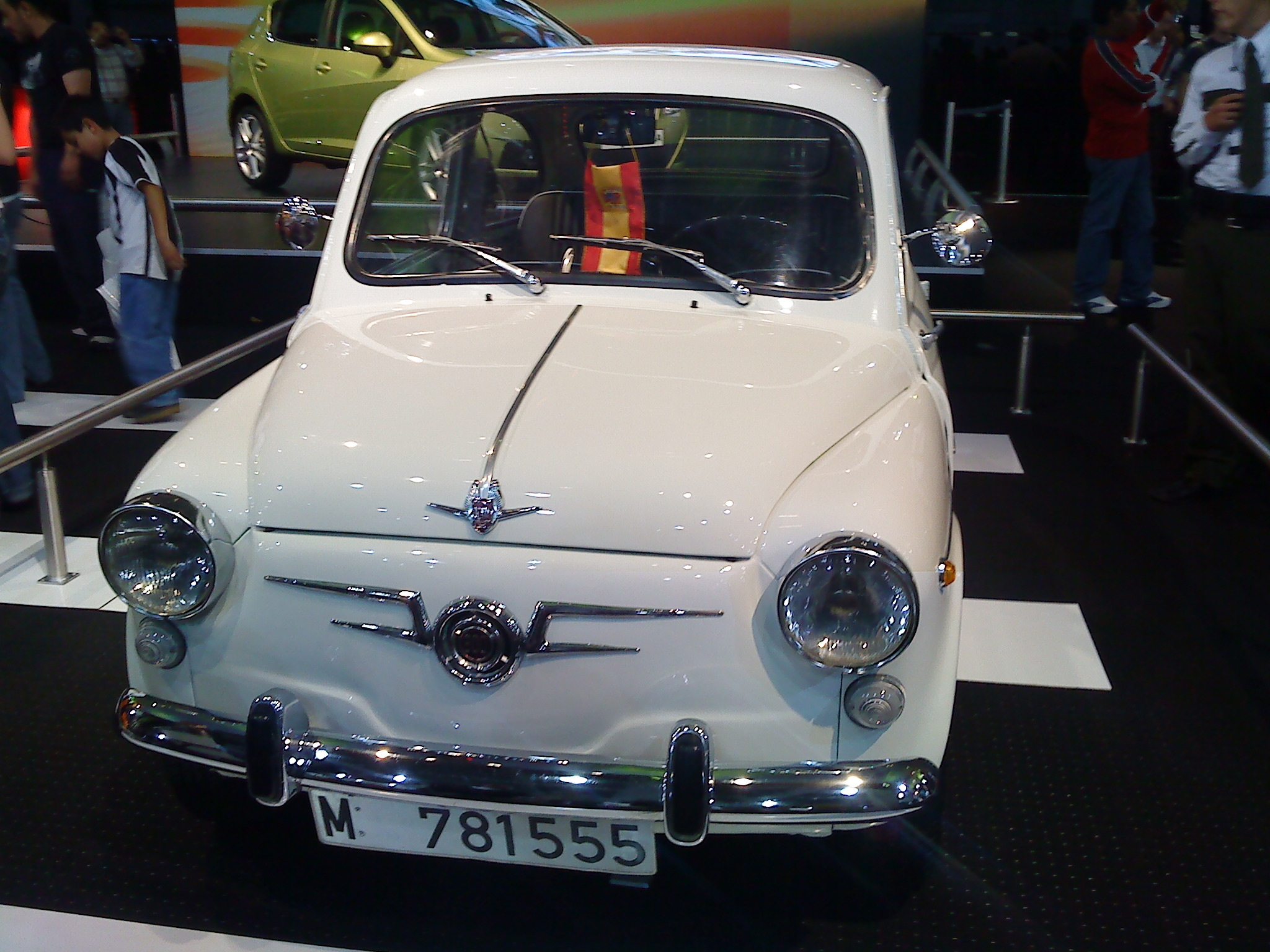
El SEAT 600 D, fue la segunda versión del 600, muy similar al anterior SEAT 600, a diferencia que se le sustituyó el intermitente superior por unos frontales, situados debajo de los focos y otros laterales de tipo botón, además de incluir moldura cromada lateral entre otros pequeños retoques.

| Motor                                 | De gasolina NO 86, con cuatro cilindros en línea. |
| Denominación                          | 4T.DA |
| Arranque                              | Con llave de arranque situada en el centro del salpicadero. |
| Cilindrada                            | 767 centímetros cúbicos. |
| Par motor                             | 5.2 mkg SAE a 2500 rpm. |
| Alimentación                          | Carburador Bressel 28 ICP-I. Bomba de gasolina. |
| Puertas                               | Apertura tipo suicida o "mirabragas". |
| Plazas                                | Cuatro. |
| Suspensión                            | Delantera: Independiente con ballesta transversal de doble punto de apoyo y funciones estabilizadoras, amortiguadores telescópicos. Trasera: Independiente con brazos semitirados de anclaje oblicuos, muelles helicoidales y amortiguadores telescópicos.                                                                  |
| Transmisión                           | A las ruedas traseras, mediante palieres divididos en dos tramos estriados acoplados directamente a la rueda y mediante patines al diferencial, utilizándose como unión oscilante y deslizante entre ambos un manguito-flector. Cambio manual de cuatro velocidades de avance con segunda, tercera, y cuarta sincronizadas. |
| Potencia                              | 25 CV a 4.800 rpm. |
| Frenos                                | Frenos de tambor en las cuatro ruedas. |
| Capacidad del depósito de combustible | 30 litros. |
| Consumo medio                         | 7 L / 100 km. |
| Velocidad máxima                      | 108 km/h. |

### SEAT 600 E (1969–1973)

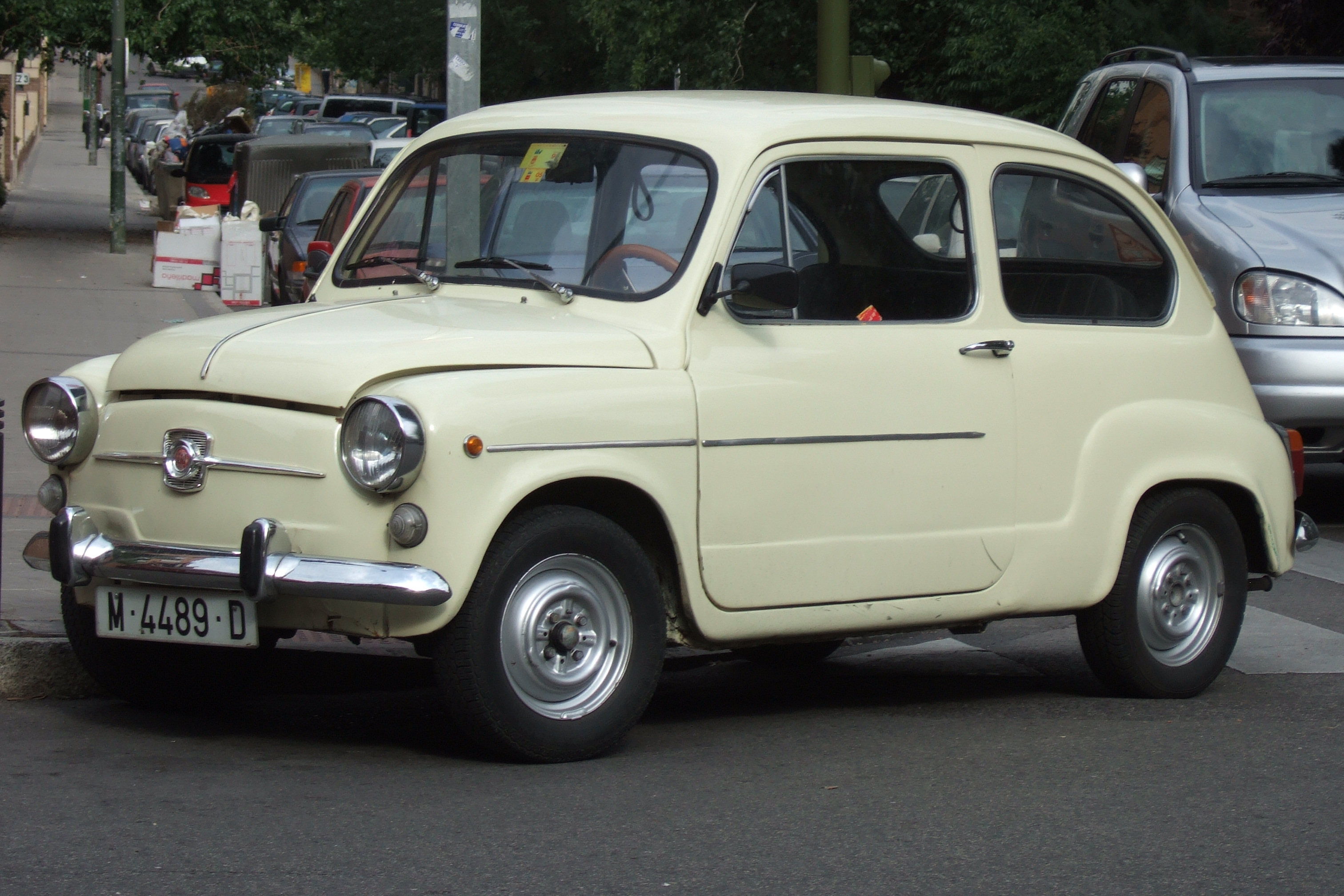
Frontal del SEAT 600 E, donde se identifica gracias al embellecedor frontal donde alberga el logotipo en forma circular dentro de cuadrado.

Las características mecánicas del 600 E son idénticas a las de la última versión del 600 D. Estas versiones se diferenciaban en detalles de acabado interior y, sobre todo, en el sistema de apertura de las puertas (hacia delante), así como por sus grandes faros delanteros y mayores pilotos traseros en el E, y por el distinto embellecedor frontal.
| Motor                                 | De gasolina NO 86, con cuatro cilindros en línea. |
| Denominación                          | 4T.DA |
| Arranque                              | Con llave de arranque situada en el centro del salpicadero. |
| Cilindrada                            | 767 centímetros cúbicos. |
| Par motor                             | 5.2 mkg SAE a 2500 rpm. |
| Alimentación                          | Carburador Bressel 28 ICP-I. Bomba de gasolina. |
| Puertas                               | Apertura de atrás hacia adelante. |
| Plazas                                | Cuatro. |
| Suspensión                            | Delantera: Independiente con ballesta transversal de doble punto de apoyo y funciones estabilizadoras, amortiguadores telescópicos. Trasera: Independiente con brazos semitirados de anclaje oblicuos, muelles helicoidales y amortiguadores telescópicos.                                                                  |
| Transmisión                           | A las ruedas traseras, mediante palieres divididos en dos tramos estriados acoplados directamente a la rueda y mediante patines al diferencial, utilizándose como unión oscilante y deslizante entre ambos un manguito-flector. Cambio manual de cuatro velocidades de avance con segunda, tercera, y cuarta sincronizadas. |
| Potencia                              | 25 CV a 4.800 rpm. |
| Frenos                                | Frenos de tambor en las cuatro ruedas. |
| Capacidad del depósito de combustible | 30 litros. |
| Consumo medio                         | 7 L / 100 km. |
| Velocidad máxima                      | 108 km/h. |

### SEAT 600 L (1972–1973)

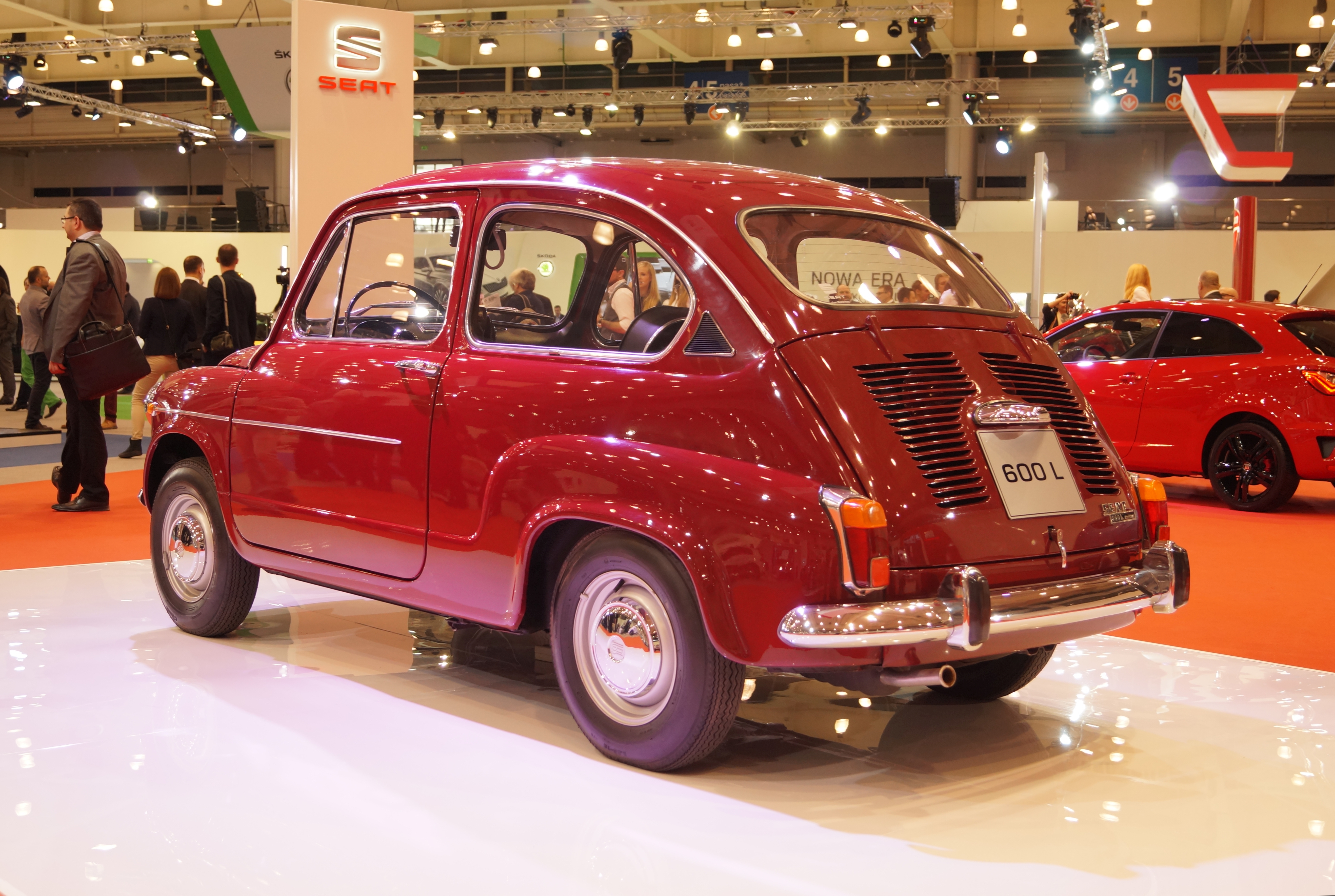
Penúltimo SEAT 600 L Especial de la serie de 1973. Para fines de identificación del modelo, nótese el respiradero triangular negro en el pilar C, específico para el 600 L Especial. El 600 E y el 600 L fueron las últimas versiones que se fabricaron.

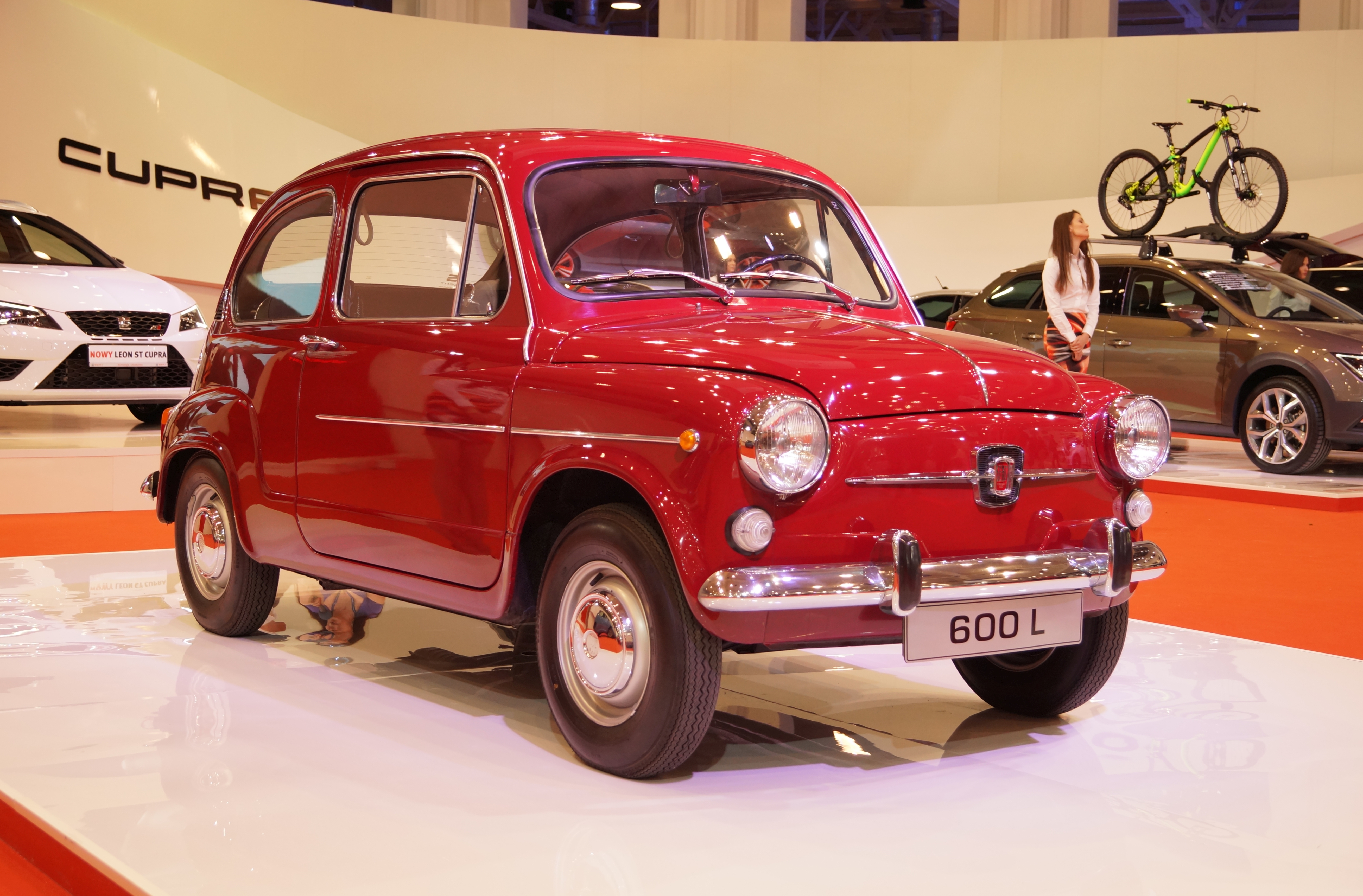
Frontal del SEAT 600 L Especial, donde se identifica gracias al embellecedor frontal donde alberga el logotipo en forma rectangular.

| Motor                                 | De gasolina octanaje 86, con cuatro cilindros en línea. |
| Arranque                              | Por medio de un clausor antirrobo situado en la columna de dirección. |
| Cilindrada                            | 767 centímetros cúbicos. |
| Par motor                             | 4.6 mkg DIN a 3500 rpm. |
| Alimentación                          | Carburador Bressel 28 ICP-6/10 y Solex C28 PIB-3. Bomba de gasolina. |
| Puertas                               | Apertura de atrás hacia adelante. |
| Plazas                                | Cuatro. |
| Suspensión                            | Delantera: Independiente con ballesta transversal de doble punto de apoyo y funciones estabilizadoras, amortiguadores telescópicos. Trasera: Independiente con brazos triangulares oblicuos, muelles helicoidales y amortiguadores telescópicos. |
| Transmisión                           | A las ruedas traseras, palieres articulados mediante patines a la salida del cambio y flector de goma a la rueda. Cambio manual de cuatro velocidades de avance con segunda, tercera, y cuarta sincronizadas.                                    |
| Potencia                              | 29 CV (DIN) a 5.000 rpm. |
| Frenos                                | Frenos de tambor en las cuatro ruedas. |
| Capacidad del depósito de combustible | 30 litros. |
| Consumo medio                         | 8 L / 100 km. |
| Velocidad máxima                      | 115 km/h. |

## Preparaciones

### Preparaciones de época

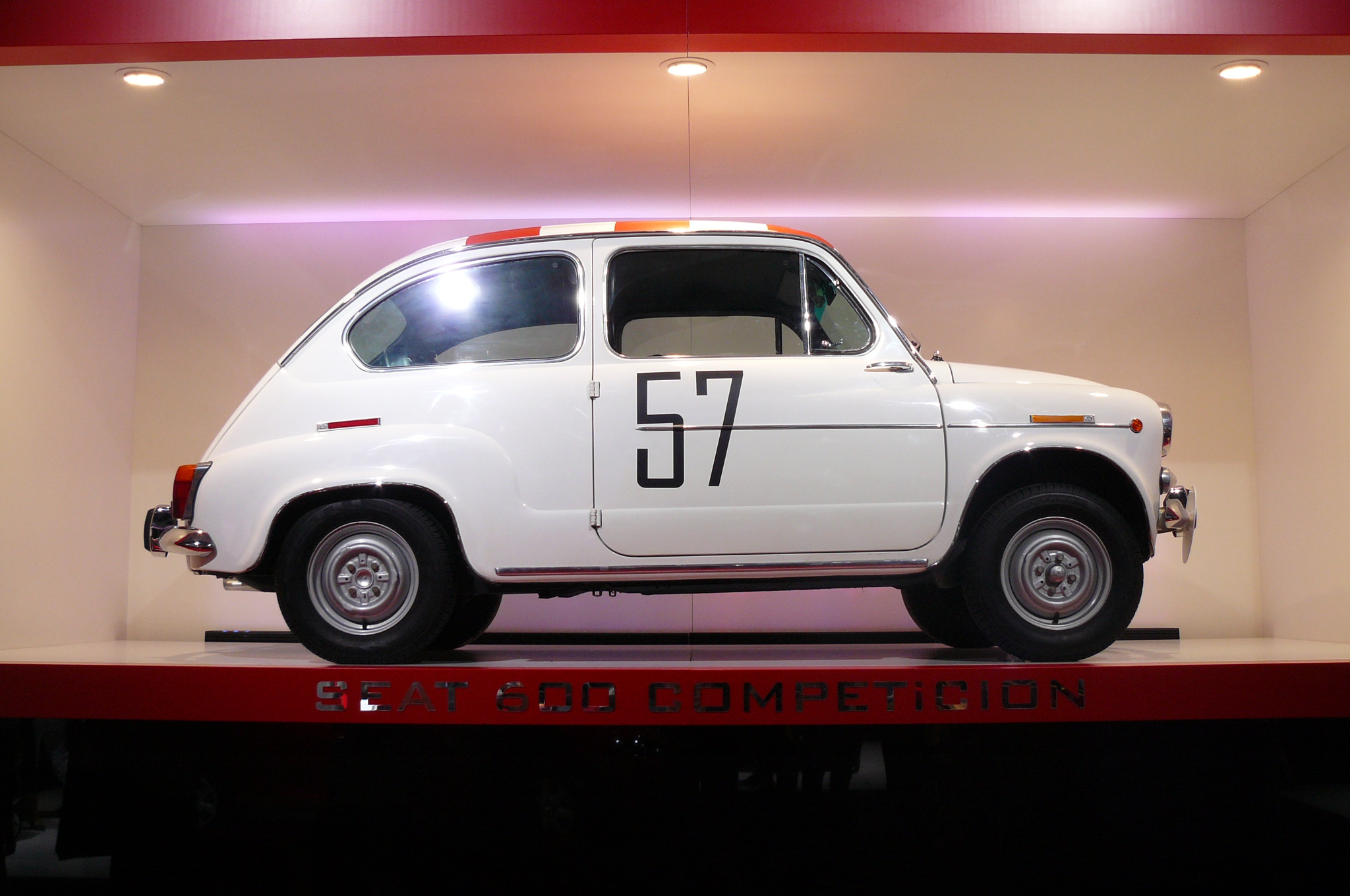
SEAT 600 de competición.

Hacia 1955, año en que se presentó el modelo en el Salón del Automóvil de Ginebra, Carlo Abarth no pensaba que el 600 se convertiría en el modelo más importante de su historia. Este automóvil fue utilizado por Abarth para realizar numerosas preparaciones y desarrollos deportivos hasta 1971. Para trabajar en el desarrollo de los 600 apodados "venenosos", Abarth construyó una nueva planta en Turín, en el 38 del Corse Marche; donde se produjeron automóviles completos y miles de equipos especiales para preparar 600 de serie para la competición.
En España, hubo otros preparadores de SEAT 600 para la competición, entre los que destacaron la familia Juncosa, además de Conti, Nardi, Autotécnica y Speedwell. El modelo participaría en algunos rallys de la época.

### Preparaciones modernas
Existen preparadores que han tomado la base del SEAT 600 para realizar conversiones a vehículo eléctrico, como el Little e601, en el que se sustituye la motorización original por otra eléctrica y sus baterías correspondientes.

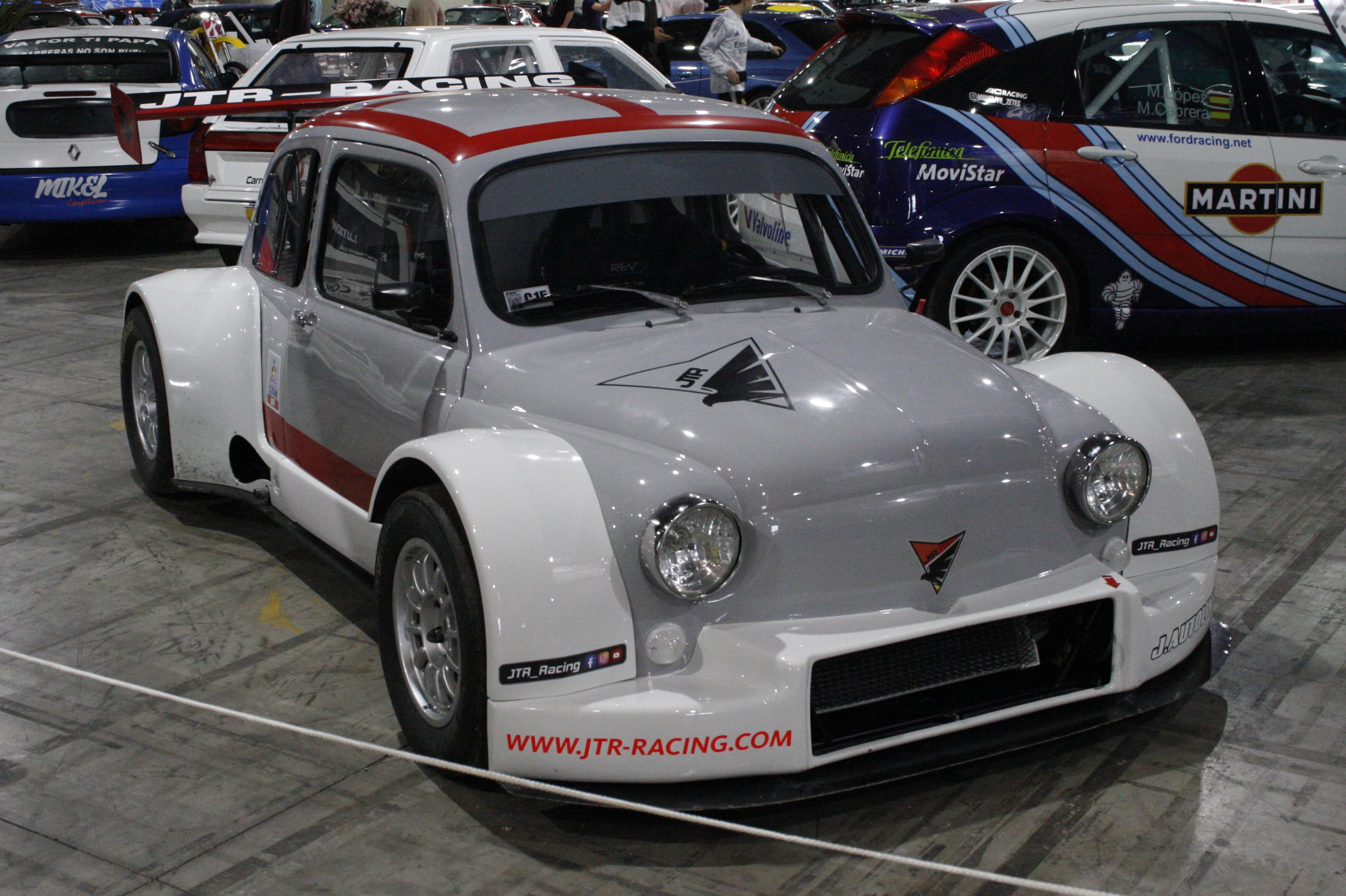
JTR S600, en una exposición de vehículos en Aguadulce.

En los años 2020 se comenzaron a realizar preparaciones sobre unidades antiguas de SEAT 600, del que se mantienen apenas los paneles de la carrocería, pero sustituyendo el chasis por una estructura multitubular y el motor por una unidad proveniente de una motocicleta Hayabusa. A pesar de todas las modificaciones, se mantiene también el número de bastidor. Esta preparación ha sido especialmente ideada para competiciones de subida en cuesta. Fabricado en la localidad almeriense de Tíjola por Juan Trino Racing, esta modificación se llama JTR S-600, y su propulsor podría alcanzar más de 200 cv según las versiones; y visualmente destaca por el gran alerón en la parte trasera y unos pasos de rueda muy ensanchados, aunque también cuenta con sistemas de frenado y suspensión mejorados, además de alargar la batalla.

## Derivados
En España se fabricaron varias versiones derivadas del 600: 
- 600 Descapotable: Como su nombre indica, era una versión descapotable, con un techo de lona y algo más cara.

- SEAT 800: Era una versión de 4 puertas que sólo se comercializó en España, fabricada por el carrocero catalán Costa. (También crearon la furgoneta 600 Costa).

- Formichetta: Era una versión del 600 de una pequeña furgoneta, realizada por Siata Española.

- 600 Comercial: Era una versión comercial, sin cristales traseros ni laterales, y sin asientos traseros. Su precio resultaba bastante más económico que el original.

- 600 Playera: Versión especial para hoteles playeros, parecida a su rival francesa, Citroën Mehari.

- SEAT 600 Savio: De este modelo sólo hay 1 unidad. Actualmente descansa en la nave A-122 de SEAT. En principio era un Fiat 600 Múltipla torpedo marina, que SEAT compró para la visita del dictador Francisco Franco y lo modificó y rediseñó añadiendo logos de SEAT y varios detalles más, pues es considerado como un prototipo.

- SEAT 600 Múltiple: Fue presentado en el salón de muestras de Barcelona, basado en el Fiat Múltipla, versión furgoneta del 600 que incluye 6 plazas. Estéticamente tiene pocos cambios; el más notable, que incorpora la bigotera del SEAT 600 en lugar de la parrilla que montaba el Fiat. El nombre para el SEAT se cambió a Múltiple en vez de Múltipla y se hicieron muy pocas unidades de este.[11]

Aparte también había derivados que realizaban empresas y preparadores como Serra, Siata...
- 750 Primavera: Realizado por “Talleres Bagovia S.L." sobre la carrocería del SEAT 600. Se trata de una versión alargada y descapotable de color blanco con una franja roja y con neumáticos de banda blanca. Se presentó en la Feria de Muestras de Barcelona de 1961.[12]

- Rany 600: Fue una preparación tipo Buggy sobre el SEAT 600, realizada en 1970 a 1985.[13] Hubo dos versiones los primeros con motor 600 y faros redondos y los últimos mejorados con piezas de los 127.

- SEAT 600 Milton Tipo Roadster Spider: Diseñado por los hermanos Antonio y Pedro Mata.[14]

- Dentro de la empresa Siata Española, derivan del 600 modelos como el Tarraco, Ampurias entre otros.

- SEAT 600 Serra: Carrozó SEAT 600 con diferentes diseños cupé, roadster, descapotable uno de sus trabajos más destacados del 600 fue trabajando con Corver.

- SEAT 600 Credos Sport: Diseñado por Carrozauto.

- SEAT 600 Rai: carrozado por un diseñador español el cual realizó apenas unidades la mecánica es del SEAT 850.

- SEAT 600 Real: Unidad única encargada por el rey Juan Carlos I para su hijo el príncipe Felipe, el modelo estaba totalmente trasformado con el frontal alargado y descapotable.

- SEAT 600 Caba: realizado por carrocerías Caba, el cual consistía en hacer versiones del 600 descapotables.

- SEAT 600 Inauto: Realizó 600 cupé tipo sedan, alargados y descapotables.

- SEAT 600 Gabor: diseñado por carrocerías Galobart.

- 750 Nardi: Carrozado con base de SEAT 600 aunque fueron muy escasas las unidades carrozadas.

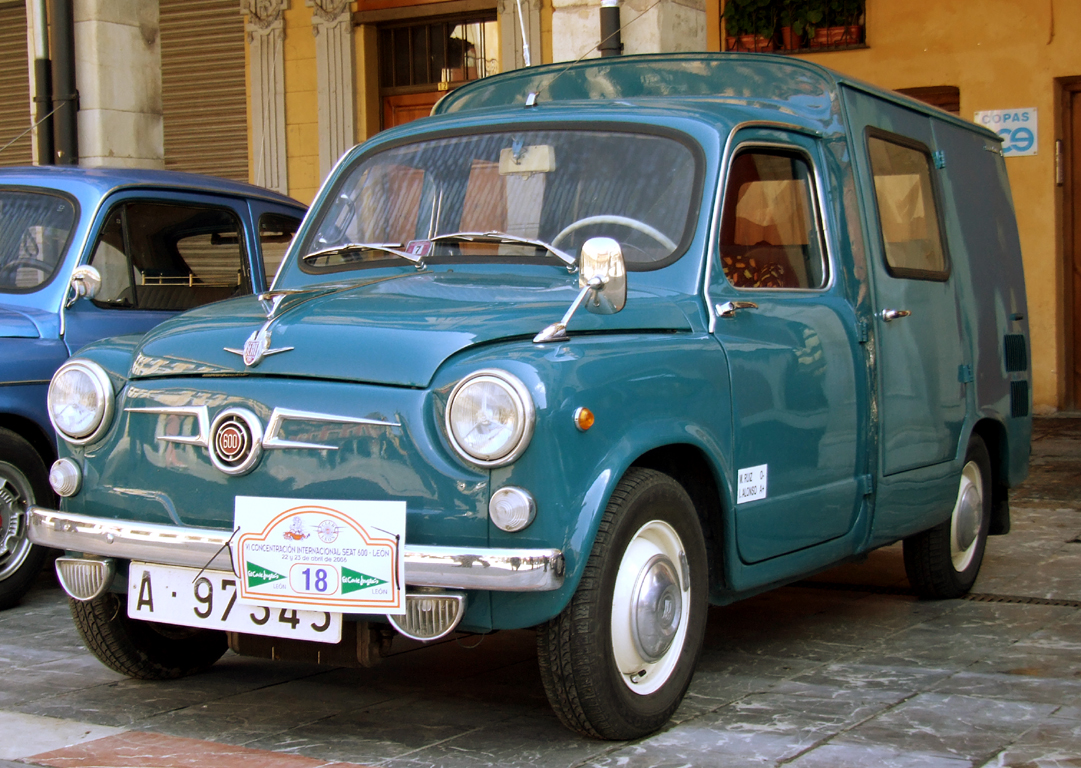
SEAT 600 Formichetta.
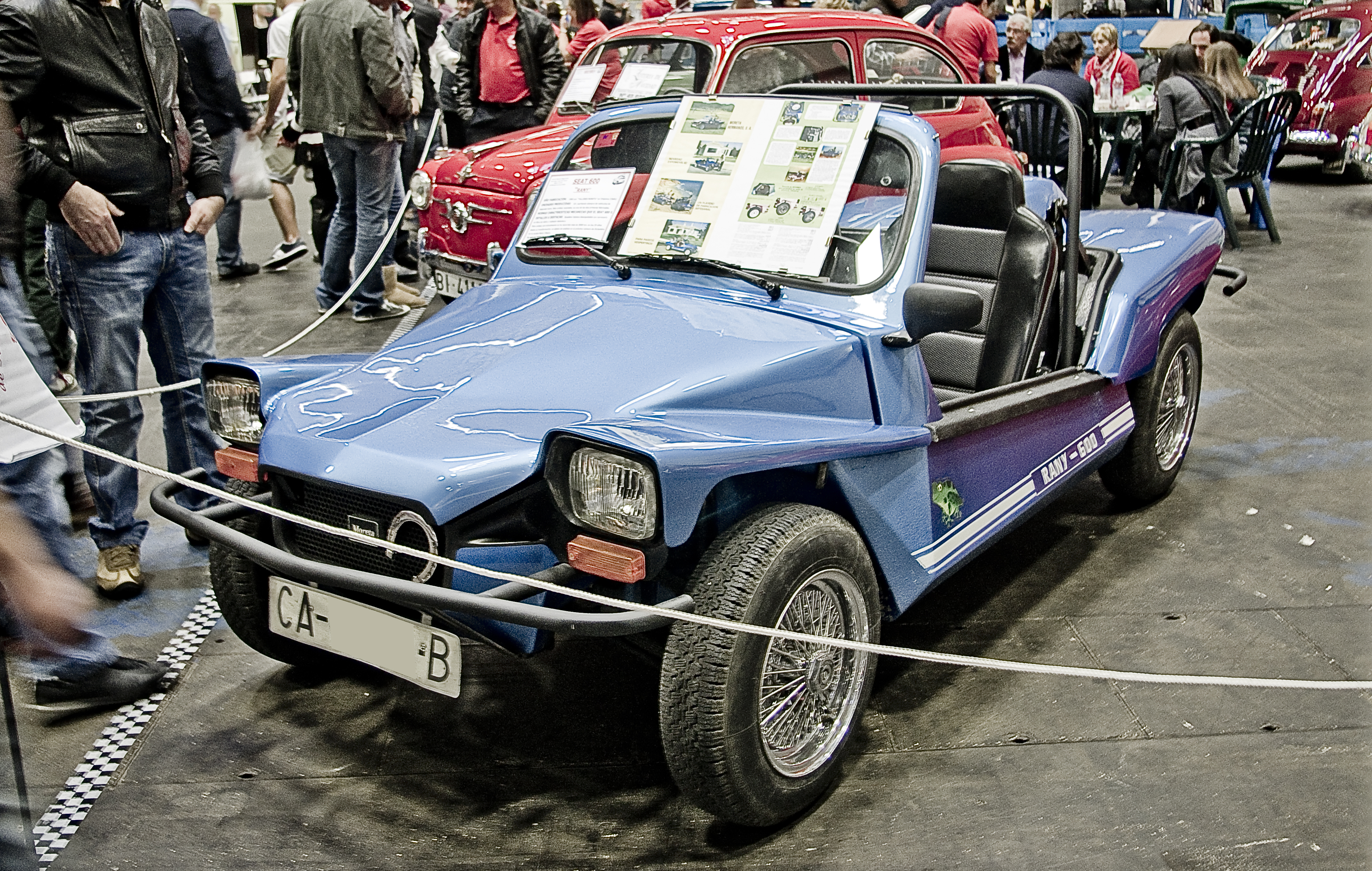
SEAT 600 rany.
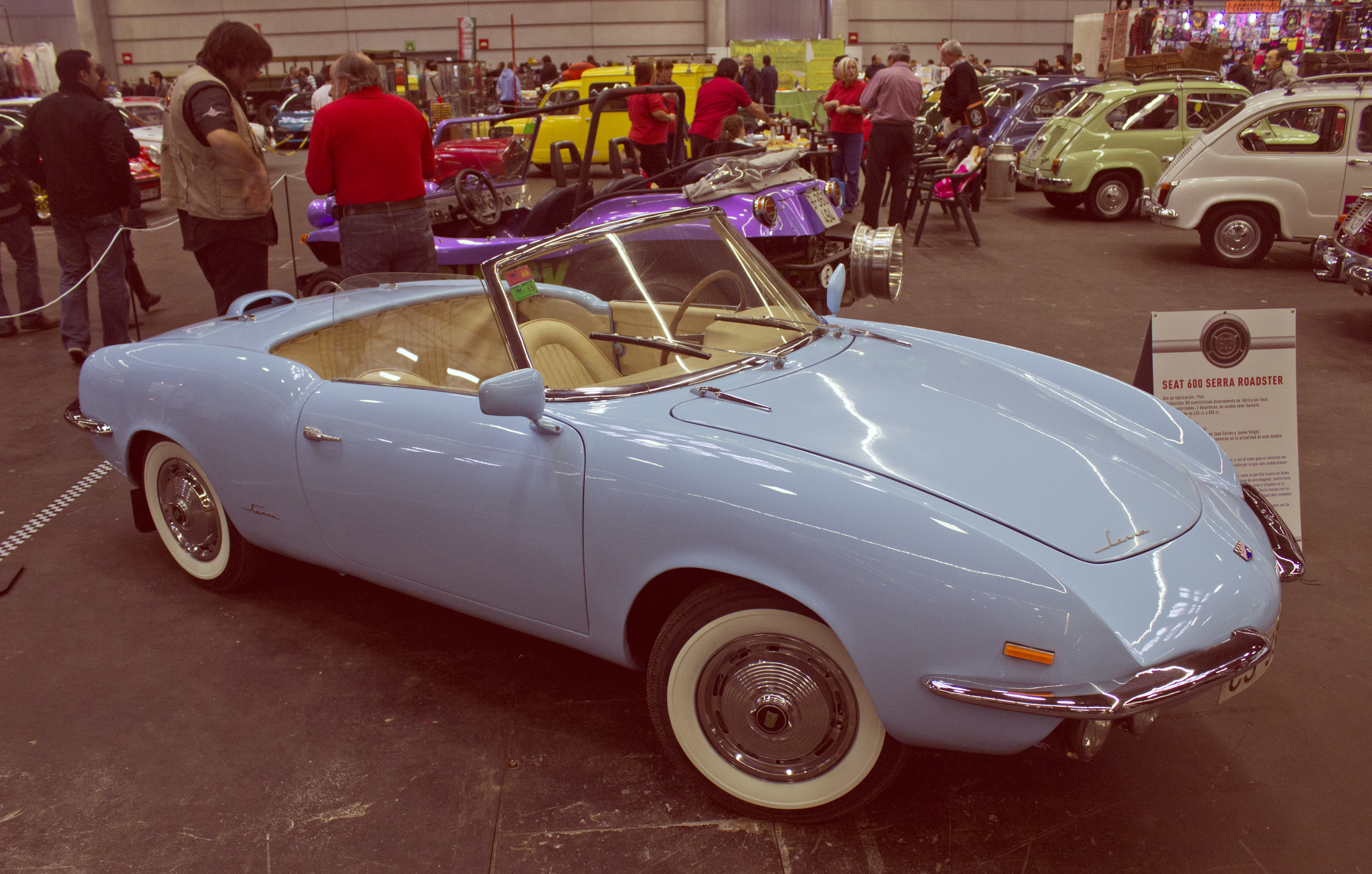
SEAT 600 Serra Roadster.
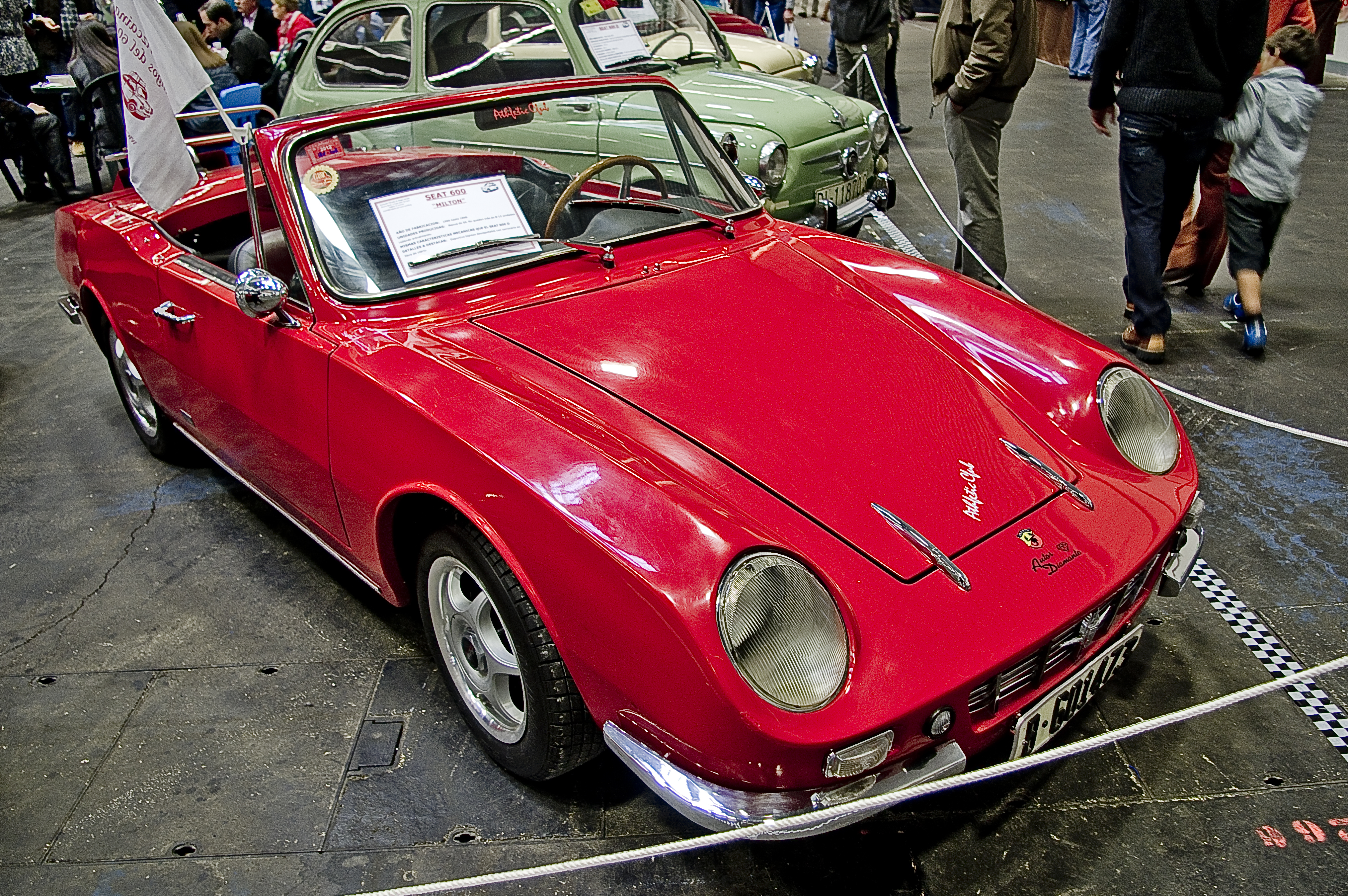
SEAT 600 Milton.
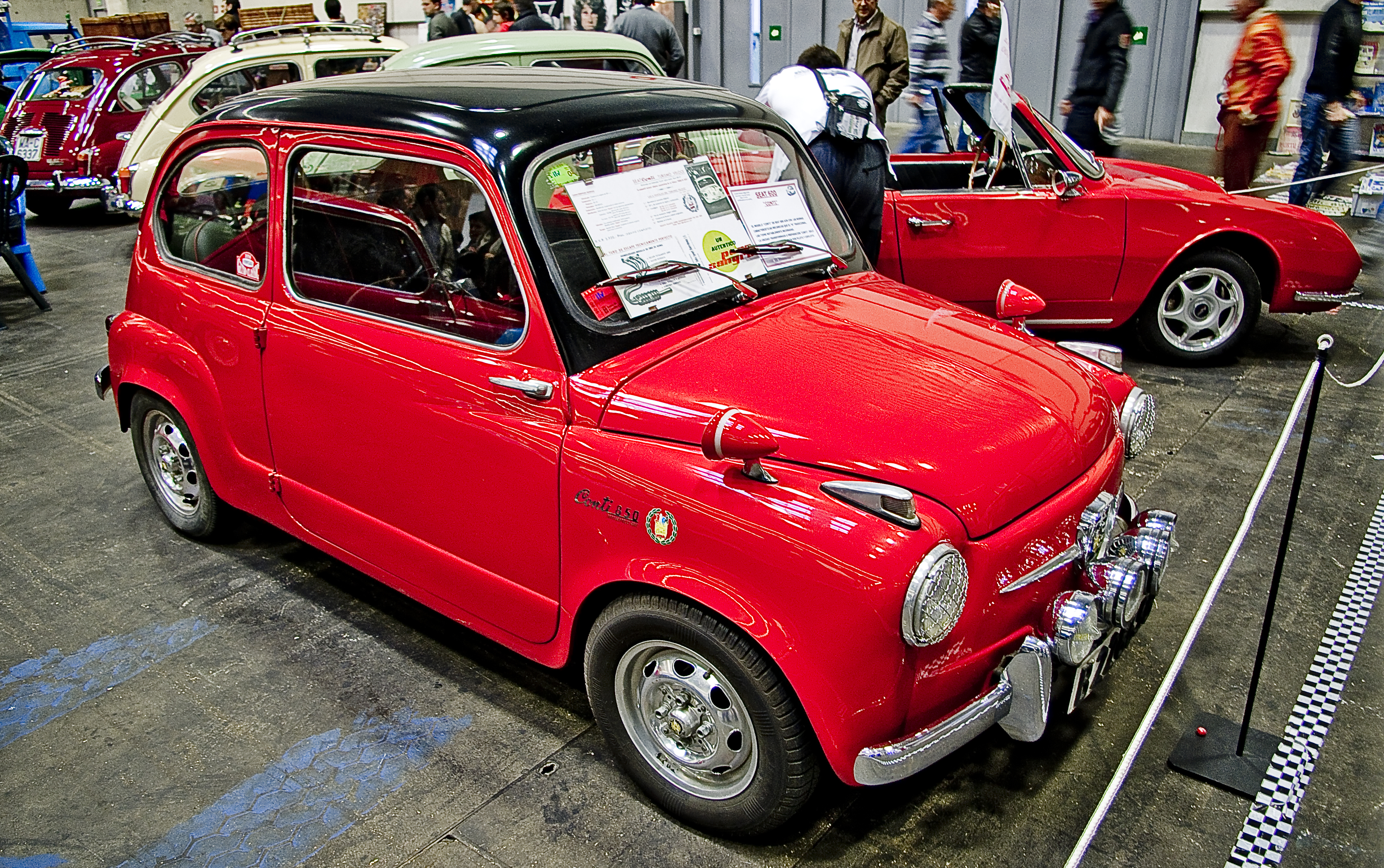
SEAT 600 Conti 850.

## Prototipos
- 750 Sport: El Seat 750 Sport se presentó en la Feria de Muestras de Barcelona de 1957. Se trataba de un diseño del carrocero Turinés Allemagno sobre un bastidor del "Seat 600" y montaba un motor potenciado de 750 cc.

## Homenajes
En España se considera que el 600 fue el vehículo que motorizó el país. Por ello, al cabo de muchos años se le ha homenajeado hasta con monumentos.
El primer homenaje que se le hizo al SEAT 600 fue la celebración del SEAT medio millón que dio la casualidad de ser un 600; SEAT para celebrarlo realizó una medalla conmemorativa. 

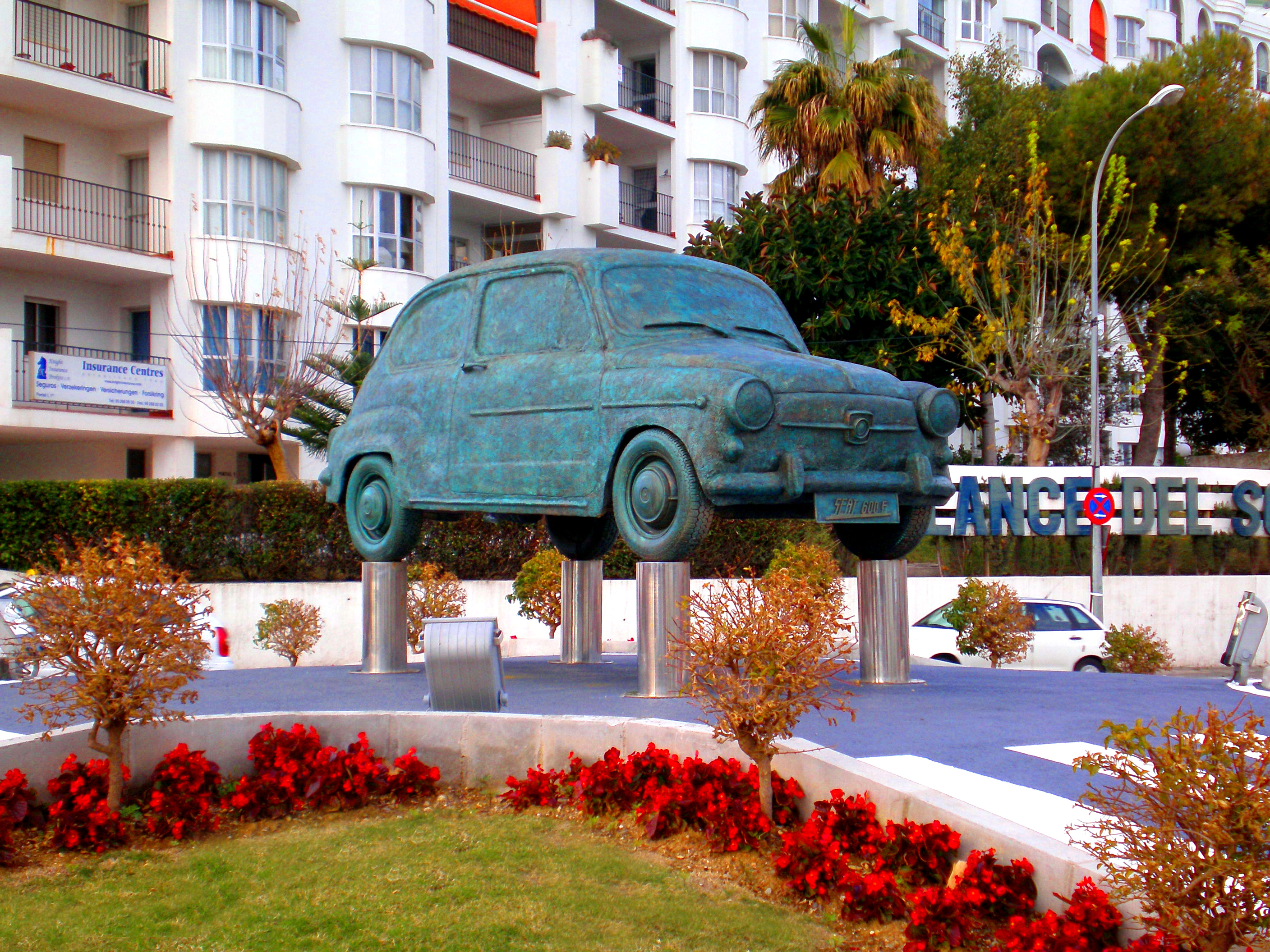
Monumento al SEAT 600 en Fuengirola.

En 2008 se inauguró su primer monumento en la localidad malagueña de Fuengirola.
En 2011, se hizo otro monumento con 2 SEAT 600 en una rotonda de Churriana de La Vega (Granada).
En 2015, se colocó otro monumento en una pequeña rotonda de Martos (Jaén). Y en una rotonda de Cartagena se colocó una unidad adaptada como monumento permanente.
En 2017 SEAT para celebrar el 60 aniversario del modelo, presenta en el Salón del Automóvil de Barcelona un modelo totalmente restaurado del 600 D con techo de lona, pintura exclusiva metalizada, nueva tapicería exclusiva con detalles naranjas denominado como SEAT 600 BMS, debido a (Barcelona Motor Show) es un modelo único por lo que la marca lo considera un concept. 
El 9 de septiembre de 2017, celebrando el 60 aniversario del inicio de fabricación del SEAT 600, SEAT logró reunir más de 812 unidades de SEAT 600 y derivados en el Circuito de Montmeló. Entrando así en el El libro Guinness de los récords con la mayor reunión de vehículos SEAT. Finalmente fueron validadas 787 unidades de las 812 en pista.

## Deficiencia
El gran problema del Seat 600 es la refrigeración. Según su diseñador, el ingeniero italiano Dante Giacosa, supuso el mayor problema con el que se encontraron al crear el coche.